# Xenochodaeus ulkei
Xenochodaeus ulkei es una especie de coleóptero de la familia Ochodaeidae.

## Distribución geográfica
Habita en Nevada  (Estados Unidos).